# Medwenski rajon
Der Rajon Medwenka oder Medwenski rajon ist eine Verwaltungseinheit in der russischen Oblast Kursk.
Der Verwaltungssitz des Rajons ist Medwenka.

## Geografie
Der Rajon grenzt an die Rajons Bolschoje Soldatskoje, Prjamizyno, Kursk, Solnzewo, Pristen und Obojan.

### Flüsse
Das Rajongebiet wird von den Flüssen Reut, Polnaja, Mladat, Reutez, Ljubatsch und Medwenka durchflossen.

### Klima
In diesem Rajon ist das Klima kalt und gemäßigt. Es gibt während des Jahres eine erhebliche Menge an Niederschläge. Dfb lautet die Klassifikation des Klimas nach Köppen und Geiger.

## Geschichte
Der Rajon Medwenka wurde am 30. Juli 1928 gegründet und seine heutigen Grenzen wurden erst 1970 festgelegt.

## Kommunale Selbstverwaltung
Auf dem Territorium des Rajons Medwenka bestehen 1 Stadt- und 9 Landgemeinden (Selsowets).

### Stadtgemeinden
| Name              | Verwaltungssitz | Anzahl der Orte | Einwohner (2021) | Fläche [km²] |
| ----------------- | --------------- | --------------- | ---------------- | ------------ |
| Siedlung Medwenka | Medwenka        | 1               | 4191             | 8,18         |

### Landgemeinden (Dorfsowjets)
| Name                 | Verwaltungssitz | Anzahl der Orte | Einwohner (2021) | Fläche [km²] |
| -------------------- | --------------- | --------------- | ---------------- | ------------ |
| Amossowski           | Amossowka       | 17              | 1089             | 067,53       |
| Gostomljanski        | 1. Gostomlja    | 17              | 1053             | 127,30       |
| Kitajewski           | 2. Kitajewka    | 25              | 1271             | 152,00       |
| Nischnereuttschanski | Nischni Reutez  | 14              | 1196             | 105,95       |
| Panikinski           | Paniki          | 03              | 1271             | 073,00       |
| Paninski             | 1. Panino       | 09              | 1641             | 083,88       |
| Tschermoschnjanski   | Nischni Dubowez | 17              | 1341             | 164,72       |
| Wysokski             | Wysokoje        | 14              | 1515             | 124,35       |
| Wyschnereuttschanski | Werchni Reutez  | 30              | 1449             | 173,24       |

## Einwohnerentwicklung
| Jahr | Einwohner |
| ---- | --------- |
| 2002 | 19 220    |
| 2004 | 19 100    |
| 2007 | 18 769    |
| 2009 | 18 841    |
| 2010 | 16 558    |
| 2011 | 16 498    |
| 2012 | 16 475    |
| 2013 | 16 429    |
| 2014 | 16 382    |
| 2015 | 16 318    |
| 2016 | 16 237    |
| 2017 | 16 432    |
| 2018 | 16 474    |
| 2019 | 16 353    |
| 2020 | 16 136    |
| 2021 | 16 017    |